# Răpirea (film din 1952)
Răpirea (titlul original: în cehă Únos) este un film dramatic cehoslovac, realizat în 1952 de regizorii Ján Kadár și Elmar Klos, protagoniști fiind actorii Jirí Dohnal, Ladislav Pešek, Oldřich Vykypěl, Jiří Myron.

## Conținut
Inginerul expert Prokop și deputatul Horvát nu pot ajunge la o înțelegere asupra planurilor în proiectul construirii unei mari fabrici industriale din Ostrava. Neînțelegerea lor trebuie să fie rezolvată la Minister și amândoi trebuie să zboare cu această ocazie la Praga. Tot în acest timp Šimáček, asistentul lui Prokop, este arestat. Nimeni nu a bănuit că el este un spion american. 
Avionul este plin cu pasageri. Doar doi membrii ai echipajului, Grábner și Král și trei pasageri, soția lui Grábner, Řezníček și Rychman, știu că avionul nu va ateriza la Praga. Deturnătorii preiau avionul și aterizează pe aeroportul militar american, în apropiere de München. Oficialii americani, realizează în curând faptul că majoritatea pasagerilor nu vreau să ceară azil, ci doresc să se întoarcă în țară. Planul inițial era să umple avionul cu anumiți pasageri, dar arestarea lui Šimáček l-a împiedicat pe acesta să ridice biletele de avion, astfel ele s-au pus din nou în vânzare altor persoane. 
Inginerul Prokop refuză să colaboreze cu spionii americani. Valoroasele planuri industriale, sunt în secret distruse de către colegii pasageri. Și deputatul Horvat refuză să trădeze. El organizează după un interogatoriu, o evadare și cu ajutorul unor germani și al consulului cehoslovac, cetățenii cehoslovaci răpiți, ajung înapoi în țara lor.

## Distribuție
- Jirí Dohnal – pasagerul Horvat
- Ladislav Pešek – pasagerul ing. Prokop
- Antonín Klimša – pasagerul Gerbec
- Jaroslav Mareš – pasagerul Toník
- Božena Obrová – pasagera Liduška, nevasta lui Toník
- Bohuš Záhorský – pasagerul Ryšánek, docent
- Miloš Kopecký – pasagerul Rychman, muzician
- František Hanus – un pasager pe avion, pădurar
- Rudolf Deyl – pasagerul ing. Karfík
- Oldřich Vykypěl – căpitanul de zbor František Brázda
- Eduard Dubský – pilotul Josef Grábner, sabotor
- Rudolf Hrušínský – mecanicul Karel Král, sabotor
- Jaroslav Nedvěd – pilotul Vodička
- Ladislav Boháč – consulul cehoslovac
- Karel Peyr – președintele adunării generale
- Jaroslav Průcha – delegatul sovietic
- Jiří Myron – delegatul american Harris
- Eduard Kohout – generalul american Carrigan
- Bedřich Karen – col. american Mike Jacobs
- Václav Irmanov – sergentul american Joe Havelka
- Otto Tutter – fotolaborantul american Denis
- Josef Hlinomaz – bucătarul american King
- Felix le Breux – agentul american Douglas